# Životní cyklus dokumentu

Schéma životního cyklu (vznik – užívání – uložení/zničení)

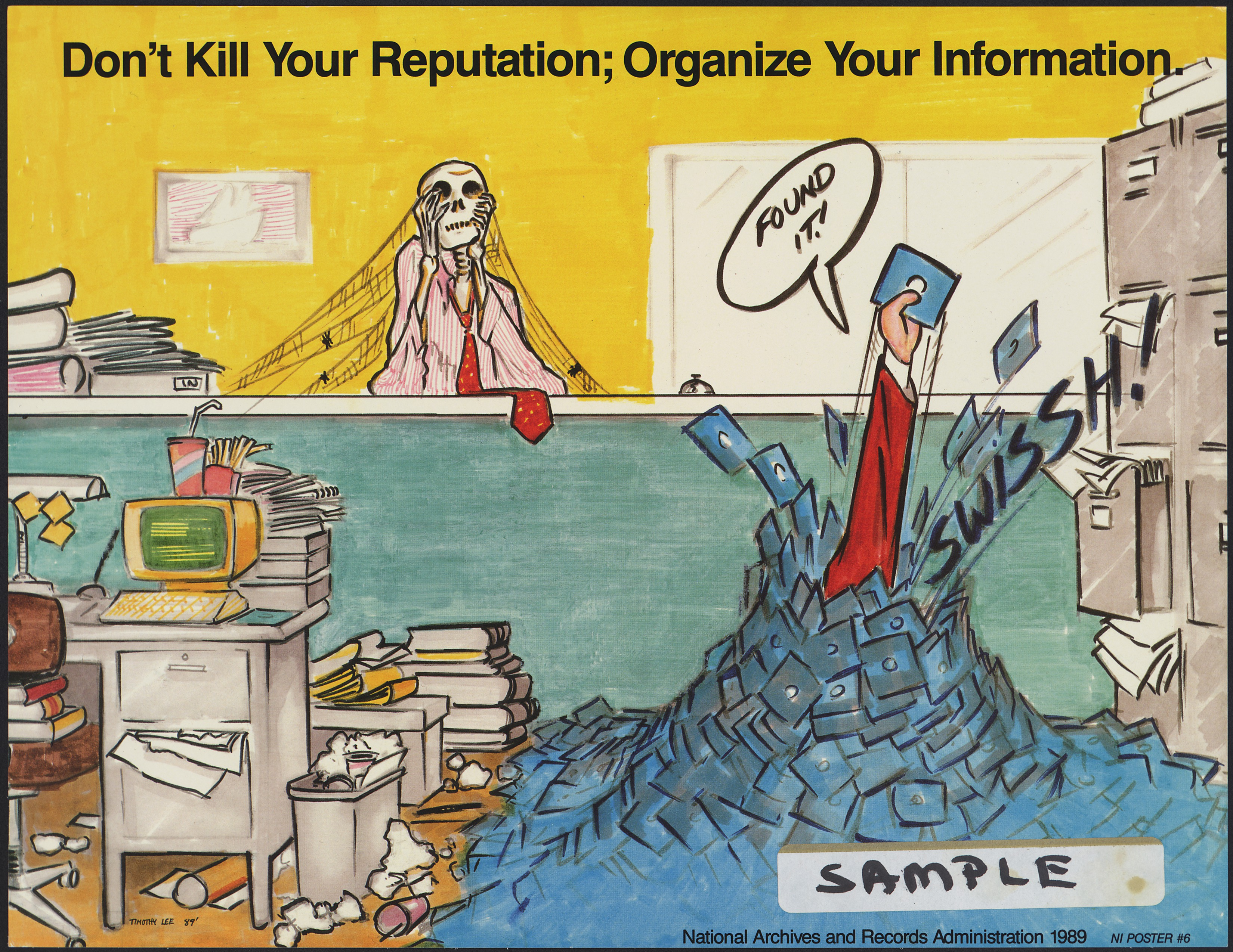
„Don't kill your reputation, organize your information“, motivační plakát amerického NARA varující před důsledky špatného vedení životního cyklu

Životní cyklus dokumentu (angl. records life-cycle) označuje soubor činností souvisejících se vznikem dokumentů a jejich užíváním a ukládáním. Tyto činnosti shrnuje spisová služba (Records management).
V širším smyslu lze chápat dokument jako jakékoliv zachycení informace, které prochází základními fázemi životního cyklu. Pojem má zejména důležitost ve veřejné správě, kde se i dále cyklus specifikuje. Například podle českého archivního zákona zajišťuje spisová služba „řádný příjem, evidenci, rozdělování, oběh, vyřizování, vyhotovování, podepisování, odesílání, ukládání a vyřazování ve skartačním řízení, a to včetně kontroly těchto činností“.
Ve 30. letech 20. století hrál Emmett Leahy z Národního archivu Spojených států amerických ústřední roli při vývoji programu, který definoval životní cyklus záznamů od jejich vzniku a používání až po případné zničení nebo archivaci.